# Гайльбронн (район)
Район Гайльбронн (нім. Landkreis Heilbronn) — район землі Баден-Вюртемберг, Німеччина. Район підпорядкований урядовому округу Штутгарт. Центром району є місто Гайльбронн. Населення становить 346 363 ос. (станом на 31 грудня 2020), площа  — 1.099,95 км². 

## Демографія
Густота населення в районі становить 299 чол./км².
| Рік             | Населення |
| --------------- | --------- |
| 31. грудня 1973 | 236.300   |
| 31. грудня 1975 | 232.151   |
| 31. грудня 1980 | 244.633   |
| 31. грудня 1985 | 250.146   |
| 27. травня 1987 | 252.458   |

| Рік             | Населення |
| --------------- | --------- |
| 31. грудня 1990 | 272.357   |
| 31. грудня 1995 | 303.513   |
| 31. грудня 2000 | 320.955   |
| 31. грудня 2005 | 329.503   |
| 31. грудня 2010 | 328.364   |

## Міста і громади
Район поділений на 17 міст та 29 громад.